# Nanna Bøttcher
Nanna Bøttcher (født 14. december 1973) er en dansk skuespiller.
I sin skoletid var Nanna Bøttcher formand for Landsorganisationen af Elever fra 1989 til 1990 (delt formandskab sammen med Camilla Saaskin Jessen).
Bøttcher blev HF-student fra Frederiksberg HF-kursus i 1993 og skuespiller fra Skuespillerskolen ved Aarhus Teater i 2005.
Hun har senere medvirket i flere kontroversielle opsætninger, bl.a. i Fix og Foxy’s  Pretty Woman A/S i 2008 og Christian Lollikes Kødkarusellen. I 2006 var hun med i tv·2-teaterkoncerten Hele verden fra forstanden. Hun har desuden dubbet flere tegnefilm og indtalt lydbøger. 2009/2010 var hun en del af ensemblet vol. 3.0 på Teater Momentum i Odense.
Siden 2015 har hun været en del af ensemblet på Aarhus Teater.
Her har hun bl.a. medvirket i de Reumert vindende forestillinger “Erasmus Montanus” af Christian Lollike og “Lyden af de skuldre vi står på” - den danske sangskat, remixet af Simon Kvamm.
Reumert nomineret i kategorien “Årets kvindelige ensembleskuespiller” i 2021, for sin medvirken i forestillingen  Kærlighedens forrykte former  på Aarhus Teater.

## Filmografi
- Mørkeleg (1996)
- Velsignelsen (2009)
- Listen (2014)
- Ser du månen, Daniel  (2019)